# 科季拉
51°50′58″N 25°45′28″E / 51.84944°N 25.75778°E
科季拉（烏克蘭語：Котира），是烏克蘭西北部的村莊，隸屬里夫內州的瓦拉什區。該村始建於1158年，面積10.12平方公里，海拔高度143米，2001年人口112，人口密度每平方公里11.07人。